# 1928年のスポーツ

## 総合競技大会
- 第1回国際学生冬季競技大会（イタリア・コルチナダンペッツォ・1月22日～29日）
- 第2回サンモリッツオリンピック（2月11日～19日） - 日本の獲得メダル：なし

| 第2回サンモリッツオリンピック | 第2回サンモリッツオリンピック | 第2回サンモリッツオリンピック | 第2回サンモリッツオリンピック | 第2回サンモリッツオリンピック | 第2回サンモリッツオリンピック |
| 順位                          | 国・地域名                    | 金                            | 銀                            | 銅                            | 計                            |
| ----------------------------- | ----------------------------- | ----------------------------- | ----------------------------- | ----------------------------- | ----------------------------- |
| 1                             | ノルウェー                    | 6                             | 4                             | 5                             | 15                            |
| 2                             | アメリカ                      | 2                             | 2                             | 2                             | 6                             |
| 3                             | スウェーデン                  | 2                             | 2                             | 1                             | 5                             |
| 4                             | フィンランド                  | 2                             | 1                             | 1                             | 4                             |
| 5                             | フランス                      | 1                             | 0                             | 0                             | 1                             |
| 5                             | カナダ                        | 1                             | 0                             | 0                             | 1                             |
| 7                             | オーストリア                  | 0                             | 3                             | 1                             | 4                             |
| 8                             | ベルギー                      | 0                             | 0                             | 1                             | 1                             |
| 8                             | スイス                        | 0                             | 0                             | 1                             | 1                             |
| 8                             | イギリス                      | 0                             | 0                             | 1                             | 1                             |
| 8                             | ドイツ                        | 0                             | 0                             | 1                             | 1                             |
| 8                             | チェコスロバキア              | 0                             | 0                             | 1                             | 1                             |
|                               |                               | 14                            | 12                            | 15                            | 41                            |

- 第9回アムステルダムオリンピック（5月17日～8月12日） - 日本の獲得メダル：金2、銀2、銅1

| 第9回アムステルダムオリンピック        | 第9回アムステルダムオリンピック | 第9回アムステルダムオリンピック | 第9回アムステルダムオリンピック | 第9回アムステルダムオリンピック | 第9回アムステルダムオリンピック |
| 順位                                   | 国・地域名                      | 金                              | 銀                              | 銅                              | 計                              |
| -------------------------------------- | ------------------------------- | ------------------------------- | ------------------------------- | ------------------------------- | ------------------------------- |
| 1                                      | アメリカ                        | 22                              | 18                              | 16                              | 56                              |
| 2                                      | ドイツ                          | 10                              | 7                               | 14                              | 31                              |
| 3                                      | フィンランド                    | 8                               | 8                               | 9                               | 25                              |
| 4                                      | スウェーデン                    | 7                               | 6                               | 12                              | 25                              |
| 5                                      | イタリア                        | 7                               | 5                               | 7                               | 19                              |
| 6                                      | スイス                          | 7                               | 4                               | 4                               | 15                              |
| 7                                      | フランス                        | 6                               | 10                              | 5                               | 21                              |
| 8                                      | オランダ                        | 6                               | 9                               | 4                               | 19                              |
| 9                                      | ハンガリー                      | 4                               | 5                               | 0                               | 9                               |
| 10                                     | カナダ                          | 4                               | 4                               | 7                               | 15                              |
| 詳細はアムステルダムオリンピックを参照 |                                 |                                 |                                 |                                 |                                 |

- 第4回国際学生競技大会（フランス・パリ・8月9日～17日）
- 第2回国際ろう者競技大会（オランダ・アムステルダム・8月18日～26日）

- 第4回明治神宮体育大会（冬季 - 2月11日～12日）

## アメリカンフットボール
- NFL優勝:プロビデンス・スチーム・ローラー

## 大相撲
この年も番付編成は過渡期であった。詳細は本場所の一覧の項目を参照のこと。
春場所の優勝をめぐっての騒動（三杦磯善七の項目参照）もあり、不戦勝の制度が確立した。また、長引く相撲に対して、二番後取り直しの制度が制定された。
春場所からラジオの中継放送が始まり、それをきっかけに立合いの制限時間が定められた。（当時は幕内10分、十両7分、幕下以下5分であった）
幕内総合優勝
- 春（1月12日初日、両国国技館）:東大関 常陸岩英太郎（10勝1敗）
- 3月（3月14日初日、名古屋市大池町）:東大関 能代潟錦作（10勝1敗）
- 夏（5月10日初日、両国国技館）:西横綱 常ノ花寛市（11戦全勝）
- 10月（10月4日初日、広島市西練兵場）:東横綱 宮城山福松（9勝2敗）

優勝旗手
- 春:西前頭13枚目 三杦磯善七（10勝1敗）
- 3月:西前頭14枚目 鏡岩善四郎（8勝3敗）
- 夏:西関脇 玉錦三右エ門（9勝2敗）
- 10月:西前頭12枚目 玉碇佐太郎（8勝3敗）

## ゴルフ

### 世界4大大会（男子）
- 全米オープン優勝者：ジョニー・ファレル（アメリカ）
- 全英オープン優勝者：ウォルター・ヘーゲン（アメリカ）

［全米プロゴルフ優勝者：レオ・ディーゲル（アメリカ）］

## 剣道
- 全国学生剣道連盟を結成、第1回全日本大学・高専剣道優勝大会を陸軍戸山学校で開催。

## 自転車競技

### ロードレース
- 第16回ジロ・デ・イタリア
総合優勝：アルフレッド・ビンダ（イタリア）
- 第22回ツール・ド・フランス
総合優勝：ニコラ・フランツ（ルクセンブルク）

## スキー
- 1月14～16日 - 第1回全日本学生スキー選手権大会を開催（北大優勝）。

## テニス

### グランドスラム
- 全豪選手権　男子単優勝：ジャン・ボロトラ（フランス）、女子単優勝：ダフネ・アクハースト（オーストラリア）
- 全仏選手権　男子単優勝：アンリ・コシェ（フランス）、女子単優勝：ヘレン・ウィルス（アメリカ）
- ウィンブルドン　男子単優勝：ルネ・ラコステ（フランス）、女子単優勝：ヘレン・ウィルス（アメリカ）
- 全米選手権　男子単優勝：アンリ・コシェ（フランス）、女子単優勝：ヘレン・ウィルス（アメリカ）

## 野球

### 日本

#### 東京六大学野球
- 春 - 慶大野球部は米国遠征のため不参加。明大が8戦全勝。
- 秋 - 慶大が10戦全勝。

#### 高専野球
- 第5回全国高等専門学校野球大会決勝（阪神甲子園球場・7月30日）
  - 優勝：同志社高商　準優勝：横浜高工

#### 中等野球
- 第5回選抜中等学校野球大会決勝（阪神甲子園球場・4月5日）
関西学院中学（兵庫県） 2-1 和歌山中学（和歌山県）
- 第14回全国中等学校優勝野球大会決勝（阪神甲子園球場・8月22日）
松本商業（長野県） 3-1 平安中学（京都府）

### アメリカ大リーグ
- ワールドシリーズ
ニューヨーク・ヤンキース（ア・リーグ） （4勝0敗） セントルイス・カージナルス（ナ・リーグ）

## 誕生
- 1月23日 - エウジェニオ・モンティ（イタリア、ボブスレー）
- 2月9日 - リヌス・ミケルス（オランダ、サッカー、+2005年）
- 2月25日 - パウル・エルブストローム（デンマーク、ヨット）
- 3月5日 - 松本勝明（京都府、競輪）
- 3月9日 - 土方巽（秋田県、舞踊家）
- 3月16日 - 初代若乃花幹士（青森県、相撲）
- 3月20日 - 野平祐二（千葉県、競馬、+2001年）
- 3月30日 - 常見昇（群馬県、野球、+2005年）
- 3月31日 - ゴーディ・ハウ（カナダ、アイスホッケー）
- 5月4日 - ベッツィ・ロールズ（アメリカ、ゴルフ）
- 5月9日 - パンチョ・ゴンザレス（アメリカ、テニス、+1995年）
- 5月9日 - バーバラ・アン・スコット（カナダ、フィギュアスケート）
- 5月19日 - ドルフ・シェイズ（アメリカ、バスケットボール）
- 5月22日 - 深谷弘次（愛知県、野球）
- 6月12日 - 白鳥伸雄（千葉県、競輪）
- 7月9日 - フェデリコ・バーモンテス（スペイン、自転車レーサー）
- 7月13日 - スベン・デビッドソン（スウェーデン、テニス、+2008年）
- 7月26日 - 牧野茂（香川県、野球、+1984年）
- 8月9日 - ボブ・クージー（アメリカ、バスケットボール）
- 9月16日 - 古橋廣之進（静岡県、水泳、+2009年）
- 9月20日 - 橋爪四郎（和歌山県、水泳）
- 10月3日 - クリスチャン・ドリオラ（フランス、フェンシング）
- 10月8日 - ジジ（ブラジル、サッカー）
- 11月7日 - ハーバート・フラム（アメリカ、テニス、+1980年）
- 11月14日 - 曽根康治（埼玉県、柔道）
- 11月16日 - 田宮謙次郎（茨城県、野球）

## 死去
- 1月6日 - アルビン・クレンツレーン（アメリカ、陸上競技、*1876年）
- 6月15日 - 梅ヶ谷藤太郎 (初代)（福岡県、相撲、*1845年）
- 6月18日 - ロアール・アムンセン（ノルウェー、探検家、*1872年）
- 12月1日 - アーサー・ゴア（イギリス、テニス、*1868年）